# Tangara à cape bleue
Iridosornis porphyrocephalus
Espèce
Statut de conservation UICN

 NT  : Quasi menacé
Le Tangara à cape bleue (Iridosornis porphyrocephalus) est une espèce de passereaux appartenant à la famille des Thraupidae.

## Répartition
On le trouve en Colombie et en Équateur.

## Habitat
Il vit dans les montagnes humides et les forêts primaires fortement dégradées des régions tropicales et subtropicales.
Il est menacé par la perte de son habitat.